# Мытарев, Александр Алексеевич
Александр Алексеевич Мытарев(10.08.1909, с. Слобода-Лещинка Рязанской губернии — 06.1992, Новокузнецк) — советский географ и краевед. Кандидат географических наук (1953). Основоположник учебной географии и краеведения Кузбасса, создатель школы кузбасских географов. Первый председатель Кузнецкого отдела Русского географического общества (1960). Участник Великой Отечественной войны.

## Биография
Родился в селе Слобода-Лещинка Рязанской губернии (ныне Михайловского района) в бедной крестьянской семье. В 4 года семья лишилась отца.
В 1925 году, в 16 лет работал пионервожатым. Затем перешел на работу по комсомольской линии: зав. отделом и секретарь РК ВЛКСМ Михайловского района. В 1930 г. по решению Рязанского окружкома ВЛКСМ в числе 2000 комсомольцев отбыл на учёбу в 2-й МГУ (ныне Московский педагогический государственный университет).
Студентом географического факультета Александр Мытарев посещал лекции выдающихся географов России (Н. Н. Баранского, Н. П. Никитина, И. А. Витвера), а также политических деятелей СССР (Надежда Крупская; нарком просвещения РСФСР А. С. Бубнов другие).
В Москве студентом работает в Центральном бюро краеведения, публикует свои краеведческие статьи в журнале «Советское краеведение».
По окончании вуза в 1933 году направляется на Кулундинскую научно-исследовательскую станцию АН СССР в г. Славгороде на Алтае.
С 1934 г. начал преподавательскую деятельность на рабфаке в металлургическом институте в городе Сталинске (ныне г. Новокузнецк). Тогда молодой преподаватель начал совершать походы и экспедиции по изучению Горной Шории.
В 1939 году, с открытием Сталинского учительского института, назначен первым деканом естественно-географического факультета и старшим преподавателем кафедры географии.
До начала Великой Отечественной войны исполнял обязанности директора института.
В 1941-1945 годах в Красной Армии.
Дата начала службы: 14.08.1941. Служил политруком Вилинского пехотного училища в Вильнюсском ВПУ СибВО, подразделение  107 запасной стрелковый полк 21 запасной стрелковой дивизии ЛьвовВО (ЦАМО. Учётно-послужная картотека. Шкаф 141. Ящик 24).
Дата завершения службы: 18.12.1945.
После демобилизации в 1946 году вернулся в институт. Прошёл путь от заведующего кафедрой, декан и зам директора института. С 16 августа 1948 года старший преподаватель кафедры географии, был назначен заместителем директора учительского института по научной и учебной работе. На кафедре экономической географии с 1954 по 1978 доцент, с 1978 по 1983 год – заведующий.
В 1960 г. по его инициативе создается Кузнецкий отдел Русского географического общества, где становится председателем. Начали выходить краеведческие сборники: «Краевед Кузбасса», «Вопросы географии Кузбасса и Алтая», «Природа и экономика Кузбасса», где А. А. Мытырев выступал как автор и редактор.
Одновременно с административной и преподавательской деятельностью продолжал научные исследования в Горной Шории. Первым из преподавателей факультета защитил кандидатскую диссертацию по экономике Горной Шории и ему было присвоены ученая степень кандидата географических наук (1953) и звание доцента (1954). Исследования Кемеровское книжное издательство выпускает под обложкой «Южный Кузбасс» (1957). Работая над географией Кузбасса учёный задумал географический словарь, изданный в 1970  году под заглавием «От Абы до Яи».
Вместе с единомышленниками подготовлен учебник для учащихся «Экономическая география Кемеровской области» (1964). Учебник вышел удачным, выдержал несколько изданий.
За последние 25 лет работы в институте участвовал в 44 научных конференциях и съездах по всему Союзу. За 47 лет своей работы в институте им подготовлено более трёх тысяч учителей географии.
С 1986 г. вышел на заслуженный отдых.
Умер в июне 1992 г. в Новокузнецке.

### Учебные пособия
- Экономическая география Кузбасса [Текст] : (пособие для учащихся 8-х классов) / Н. Герасимова, А. Мытарев, Л. Савельева. — 2-е изд., испр. и доп. — Кемерово : Кн. изд-во, 1966. — 88 с.
- Вопросы географии Кузбасса и Горного Алтая [Текст] / Редколлегия: доц. Л. М. Савельева (отв. ред.) [и др.] ; М-во просвещения РСФСР. Кемеров. пед. ин-т. Кузнецкий отд. геогр. о-ва СССР. — Кемерово : [б. и.], 1969.

## Награды
Знак «Отличник народного просвещения РСФСР», медали «За победу над Германией в Великой Отечественной войне 1941—1945 гг.», «За доблестный труд», «Ветеран труда».

## Память
Мемориальная доска на 5 корпусе КГПИ КемГу, по адресу Кузнецова,6